# Samuel Shimon
Samuel Shimon (Habbaniyah, Irak, 1956) es un escritor y periodista iraquí de origen asirio. Dejó Irak en 1979 y desde entonces ha vivido en Damasco, Amán, Beirut, Nicosia, Adén, El Cairo, Túnez y París, antes de fijar su residencia en Londres. Junto con su mujer, Margaret Obank, es un cofundador y editor de la revista literaria Banipal.

## Trayectoria
Su primera novela, Iraqi fi Baris (Un iraquí en París) apareció en 2005. Boyd Tonkin escribió del libro en El Independiente, llamándolo "una respuesta de árabe al trópico del molinero de Cáncer".